# Kihnu
Kihnu est une île d'Estonie, dans le golfe de Riga.

## Géographie
Kihnu a une superficie de 16,4 km2 (7e île estonienne par la taille) et compte 490 habitants (2013). Elle compte quatre villages. Un aéroport permet de joindre Pärnu par avion. Elle est située à 14 km du continent.

### Climat
L'île de Kihnu se trouve sur la côte de la mer Baltique et a un climat maritime avec peu de changement de température tout au long de l'année. Comme l'île d'Okushiri et l'île de Yagishiri à Hokkaido au Japon ou l'île de Guafo au Chili, il n'y a pas d'été chaud. Les températures élevées supérieures à 25 °C sont très rares sur l'île de Kihnu.
| Mois                                  | jan.       | fév.       | mars       | avril      | mai       | juin      | jui.      | août      | sep.      | oct.      | nov.       | déc.       | année      |
| ------------------------------------- | ---------- | ---------- | ---------- | ---------- | --------- | --------- | --------- | --------- | --------- | --------- | ---------- | ---------- | ---------- |
| Température minimale moyenne (°C)     | −3,6       | −4,9       | −2,7       | 2,1        | 7,7       | 12,5      | 15,6      | 15,4      | 11,5      | 6,4       | 2,1        | −1         | 5,1        |
| Température moyenne (°C)              | −1,7       | −2,9       | −0,5       | 4,5        | 10,5      | 14,9      | 18,3      | 18        | 13,8      | 8,3       | 3,8        | 0,8        | 7,3        |
| Température maximale moyenne (°C)     | 0          | −1         | 1,8        | 7,6        | 14        | 18,1      | 21,3      | 20,7      | 16,1      | 10,2      | 5,4        | 2,3        | 9,7        |
| Record de froid (°C) date du record   | −32,4 1987 | −30,8 1985 | −22,6 1970 | −15,7 1956 | −2 2017   | 3,2 1982  | 7,1 1951  | 6,1 1966  | 0,6 1993  | −5,5 1956 | −14,5 1993 | −29,5 1978 | −32,4 1987 |
| Record de chaleur (°C) date du record | 8,1 2007   | 6,4 2020   | 15 2007    | 23,9 1995  | 29,3 2016 | 30,6 1988 | 31,8 2003 | 31,7 2014 | 26,6 1968 | 19,3 2020 | 12,5 1967  | 9,3 2015   | 31,8 2003  |
| Précipitations (mm)                   | 42         | 35         | 33         | 33         | 36        | 59        | 62        | 66        | 54        | 67        | 57         | 52         | 595        |
| Nombre de jours avec précipitations   | 9          | 7          | 7          | 7          | 7         | 8         | 8         | 9         | 10        | 11        | 12         | 11         | 106        |
| Humidité relative (%)                 | 88         | 88         | 85         | 80         | 77        | 80        | 79        | 79        | 81        | 83        | 86         | 87         | 83         |

| Diagramme climatique                                  |          |           |          |         |            |            |            |            |           |          |         |
| J                                                     | F        | M         | A        | M       | J          | J          | A          | S          | O         | N        | D       |
| 0−3,642                                               | −1−4,935 | 1,8−2,733 | 7,62,133 | 147,736 | 18,112,559 | 21,315,662 | 20,715,466 | 16,111,554 | 10,26,467 | 5,42,157 | 2,3−152 |
| Moyennes : • Temp. maxi et mini °C • Précipitation mm |          |           |          |         |            |            |            |            |           |          |         |

## Histoire
L'île a été mentionnée par écrit pour la première fois en 1386.
Autrefois, les hommes de l'île partaient pêcher en mer plusieurs mois par an, laissant les femmes régir seules la vie de la communauté en leur absence, donnant lieu à un exemple de société matrifocale unique.

## Culture
L'isolement géographique, le sens communautaire et l'attachement aux coutumes ont permis aux habitants de garder intactes leur culture et leurs coutumes au cours des siècles, ce qui a fait que « L’espace culturel de Kihnu » a été inscrit en 2008 par l'UNESCO sur la liste représentative du patrimoine culturel immatériel de l'humanité (originellement proclamé en 2003),.
Tous les habitants sont de confession chrétienne orthodoxe,

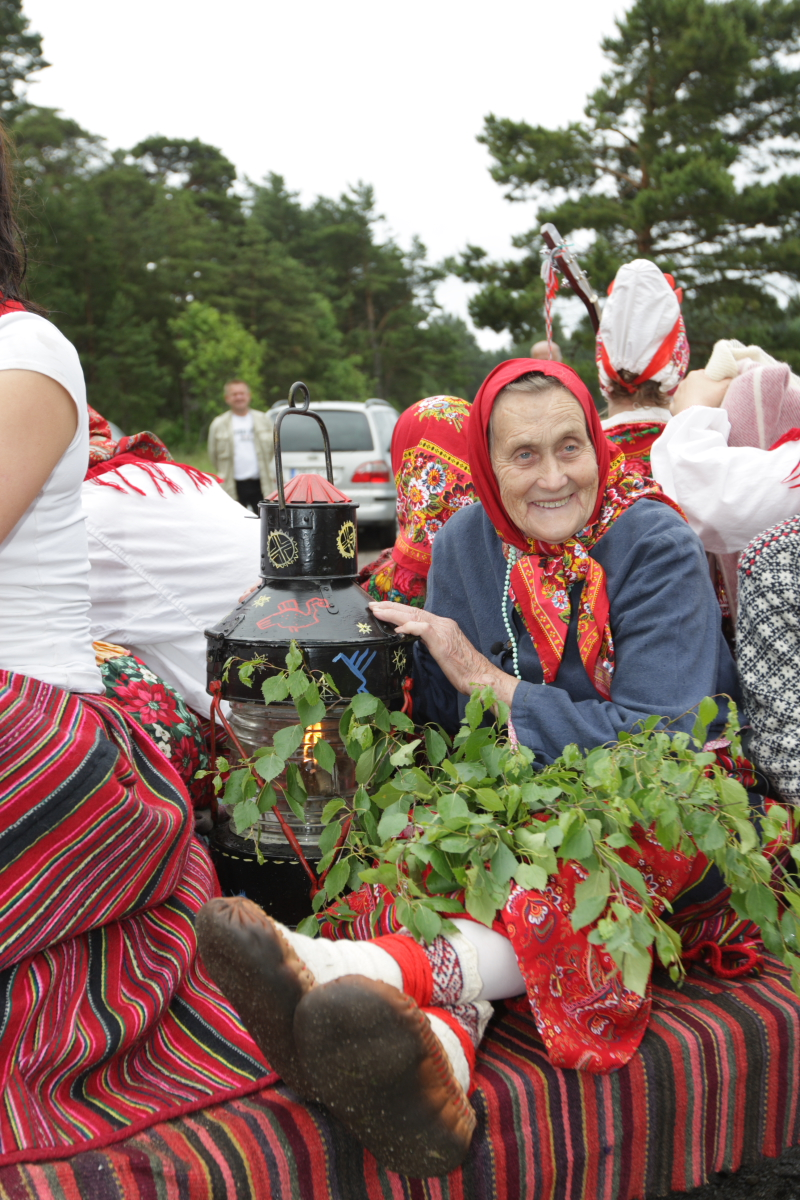
Fête de chants et danses en 2009.
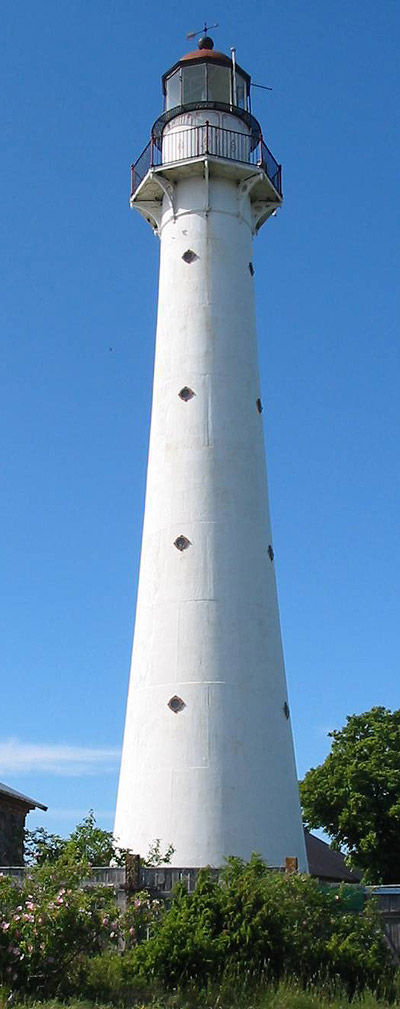
Phare de Kihnu.